# مايت باتريل
مايت باتريل (بالإستونية: Mait Patrail) مواليد 11 أبريل 1988 في إستونيا، هو لاعب كرة يد إستوني يلعب كظهير أيسر. يلعب حاليا مع نادي هانوفر بورغدورف لكرة اليد ويحمل الرقم 9.

## المسيرة الاحترافية
لعب مع كاداتن شافهاوزن من سنة 2008 إلى 2011، ثم لعب مع نادي لمغو لكرة اليد في الدوري الألماني في موسم 2011–2012، ثم انتقل إلى نادي هانوفر بورغدورف لكرة اليد في سنة 2012.